# Gentiana stellata
Gentiana stellata är en gentianaväxtart som beskrevs av William Bertram Turrill. Gentiana stellata ingår i släktet gentianor, och familjen gentianaväxter. Utöver nominatformen finns också underarten G. s. acuminata.